# Eugen Batz
Pour les articles homonymes, voir Batz.
Eugen Batz, né le 7 février 1905 à Velbert en Rhénanie, et mort le 12 octobre 1986 à Wuppertal, est un artiste peintre, graveur, sculpteur, aquarelliste et photographe allemand.

## Biographie
Eugen Batz est né en 1905 à Velbert.
De 1929 à 1931, Batz étudie la sculpture à l'école Bauhaus (école de design fondée par Walter Gropius). Il a également étudié la peinture sous la direction de Wassily Kandinsky et Paul Klee.
Eugen Batz meurt en 1986 à Wuppertal.